# Mehanika kontinuuma
Mehanika kontinuuma grana je mehanike koja na makroskopskoj razini proučava prijenos sila kroz čvrsta tijela i fluide i njihovo deformiranje pomoću modela neprekidnog medija, tj. kontinuuma. Umjesto analize pojedinih čestica tijela, koristi se statistički pristup za analizu prosječnih vrijednosti fizikalnih veličina za više čestica.
U 19. stoljeću francuski je matematičar Augustin Louis Cauchy prvi formulirao modele mehanike kontinuuma.
Mehanika kontinuuma radi s fizikalnim veličinama koje su neovisne o odabranom koordinatnom sustavu, a izražene su u obliku tenzora. Poznavanjem komponenata tenzora u jednom koordinatnom sustavu mogu se kroz transformacijske jednadžbe odrediti njegove komponente u bilo kojem drugom sustavu.

## Područje proučavanja
Mehanika kontinuuma bavi se deformabilnim tijelima, za razliku od krutih tijela. Model kontinuuma pretpostavlja da tvar koja čini tijelo neprekidno i potpuno ispunjava prostor koji zauzima to tijelo. To omogućuje dovoljno točan opis materije na redovima veličina koje su puno veće od međuatomskih udaljenosti.
Koncept neprekidnog medija omogućuje intuitivnu analizu materije pomoću diferencijalnih jednadžbi koje opisuju ponašanje materije sukladno zakonima fizike: zakonu očuvanja mase, količine gibanja i energije. Informacije o specifičnom materijalu izraženi su kroz konstitutivne jednadžbe.

## Jednadžbe
Osnovne su jednadžbe mehanike kontinuuma Cauchyjeve jednadžbe očuvanja količine gibanja:
{\displaystyle {\frac {\mathrm {D} \mathbf {u} }{\mathrm {D} t}}={\frac {1}{\rho }}\nabla \cdot {\boldsymbol {\sigma }}+\mathbf {g} .}
U linearnoj elastičnosti, od Cauchyjeve jednadžbe i konstitivne jednadžbe Hookeovog zakona dobiju se Navier-Cauchyjeve jednadžbe:
{\displaystyle {\boldsymbol {\rho }}{\frac {\partial ^{2}{\vec {\mathbf {u} }}}{\partial t^{2}}}={\vec {\mathbf {f} }}+\mu \nabla ^{2}{\vec {\mathbf {u} }}+(\mu +\lambda )\nabla (\nabla \cdot {\vec {\mathbf {u} }})}
Za proučavanje fluida u mehanici fluida uz član koji opisuje viskoznost fluida dobiju se Navier-Stokesove jednadžbe:
{\displaystyle \rho \left({\frac {\partial \mathbf {u} }{\partial t}}+\mathbf {u} \cdot \nabla \mathbf {u} \right)=-\nabla p+\mu \nabla ^{2}\mathbf {u} +\rho \mathbf {f} }